# C16H24
化学式C16H24（摩尔质量：216.36 g/mol）可能指：
- 二甲基双金刚烷
  - 3,4-二甲基双金刚烷，CAS号：138779-11-0 
  - 4,9-二甲基双金刚烷，CAS号：70459-27-7
- 3,5-二叔丁基苯乙烯，CAS号：19789-42-5
- 4-辛基苯乙烯，CAS号：46745-66-8

|  | 这个同类索引页列出了具有相同分子式的化学物（即同分異構體）条目。 除非您是有意链接至本页，否则应将相应条目的内部链接指向正确的条目。 |